# 1991 RW18
1991 RW18 är en asteroid i huvudbältet som upptäcktes den 14 september 1991 av den amerikanske astronomen Henry E. Holt vid Palomarobservatoriet.
Asteroiden har en diameter på ungefär 10 kilometer.